# چراغ‌کوسه ریشه‌باله
چراغ‌کوسه ریشه‌باله (نام علمی: Etmopterus schultzi) نام یک گونه از راسته خاردارکوسه‌سانان است.